# Allan, Drôme
Allan là một xã thuộc tỉnh Drôme trong vùng Auvergne-Rhône-Alpes đông nam nước Pháp. Xã Allan nằm ở khu vực có độ cao từ 110-420 mét trên mực nước biển.